# Plasselb
Ne doit pas être confondu avec Plasse.
Plasselb (Plassäub en suisse allemand ; Pyanachiva  en patois fribourgeois) est une localité et une commune suisse du canton de Fribourg, située dans le district de la Singine.

## Histoire
En 1971, Plasselb fusionne avec l'ancienne commune de Neuhaus.

## Géographie
Plasselb mesure 18,12 km2. 4,0 % de cette superficie correspond à des surfaces d'habitat ou d'infrastructure, 37,2 % à des surfaces agricoles, 55,5 % à des surfaces boisées et 3,3 % à des surfaces improductives.
Plasselb est limitrophe de Giffers, La Roche, Le Mouret, Planfayon, Saint-Sylvestre et Val-de-Charmey.

## Démographie
Plasselb compte 1 038 habitants au 31 décembre 2022 pour une densité de population de 57 hab/km2. Sur la période 2010-2019, sa population est restée stable (canton : 15,5 % ; Suisse : 9,4 %).  